# Abrornis
Abrornis – rodzaj ptaków z rodziny świstunek (Phylloscopidae).

## Zasięg występowania
Rodzaj obejmuje gatunki występujące w Eurazji.

## Morfologia
Długość ciała 9–11 cm; masa ciała 4,3–8 g.

## Systematyka

### Etymologia
Abrornis: gr. αβρος abros „ładny”; ορνις ornis, ορνιθος ornithos „ptak”.

### Podział systematyczny
Do rodzaju należą następujące gatunki:
- Abrornis pulcher – świstunka rdzawopręga
- Abrornis maculipennis – świstunka szarogardła
- Abrornis inornatus – świstunka żółtawa
- Abrornis humei – świstunka ałtajska
- Abrornis subviridis – świstunka żółto-zielona
- Abrornis yunnanensis – świstunka syczuańska
- Abrornis chloronotus – świstunka nepalska
- Abrornis forresti – świstunka świerkowa
- Abrornis kansuensis – świstunka chińska
- Abrornis proregulus – świstunka złotawa